# Sphenophryne brevicrus
Sphenophryne brevicrus es una especie de anfibio anuro de la familia Microhylidae. Es endémica de las montañas de Nueva Guinea Occidental (Indonesia), donde se encuentra en altitudes entre los 2200 y 3000 metros. Es una rana terrestre que habita en bosques de montaña. Se cree que se reproduce por desarrollo directo. A pesar de su reducida área de distribución no se considera en peligro de extinción ya que habita en zonas muy remotas y prístinas.